# August Brinkmann

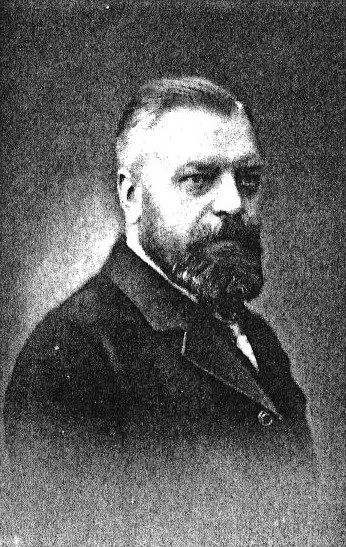
August Brinkmann

August Brinkmann (* 29. August 1863 in Braunschweig; † 28. Juli 1923 in Bonn) war ein deutscher Klassischer Philologe.

## Leben
Brinkmann studierte in Leipzig, Heidelberg und Bonn Klassische Philologie. Am 15. August 1888 wurde er bei Hermann Usener promoviert. 1889 wurde er Assistent am Philologischen Seminar in Bonn. Am 30. Mai 1893 erfolgte die Habilitation. Zum 14. März 1896 wurde er außerordentlicher Professor in Königsberg, am 25. Juni 1900 wurde er zum ordentlichen Professor ernannt. Zum 1. Oktober 1902 wurde er in Nachfolge seines Lehrers Usener ordentlicher Professor für Klassische Philologie in Bonn. Dort war er von 1905 bis 1920 auch Herausgeber des Rheinischen Museums für Philologie. Brinkmann galt als hervorragender Kenner der griechischen Sprache, legte aber nur wenige größere Schriften vor. Er starb im Juli 1923 einen Monat vor seinem 60. Geburtstag in Bonn.

## Schriften (Auswahl)
- Die Meteorologie Arrians. In: Rheinisches Museum für Philologie. Band 73, 1924, S. 373–401 (Digitalisat).